# Dolánky (Zlončice)
Dolánky jsou samota, část obce Zlončice v okrese Mělník ve Středočeském kraji. Nachází se asi 1,5 kilometru jižně od Zlončic. Leží na pravém břehu Vltavy. Není zde evidována žádná adresa. Trvale zde žije 12 obyvatel.
Dolánky leží v katastrálním území Zlončice o výměře 4,66 km².

## Historie
První písemná zmínka o vesnici pochází z roku 1322.
Dolánky vznikly k 24. listopadu 1990 jako část obce Zlončice v okrese Mělník.

## Obyvatelstvo
| Rok            | 1869 | 1880 | 1890 | 1900 | 1910 | 1921 | 1930 | 1950 | 1961 | 1970 | 1980 | 1991 | 2001 | 2011 | 2021 |
| -------------- | ---- | ---- | ---- | ---- | ---- | ---- | ---- | ---- | ---- | ---- | ---- | ---- | ---- | ---- | ---- |
| Počet obyvatel | 0    | 30   | 41   | 55   | 64   | 0    | 48   | 0    | 0    | 25   | 21   | 11   | 12   | 19   | 45   |
| Počet domů     | 0    | 5    | 5    | 7    | 9    | 9    | 10   | 0    | 0    | 9    | 7    | 6    | 6    | 8    | 10   |